# Longipalpus oblongoguttulus
Longipalpus oblongoguttulus är en skalbaggsart som först beskrevs av Leon Fairmaire 1879.  Longipalpus oblongoguttulus ingår i släktet Longipalpus och familjen långhorningar.
Artens utbredningsområde är Fiji. Inga underarter finns listade i Catalogue of Life.